# Arlen Specter
Arlen Specter (Wichita, 12 de fevereiro de 1930 — Filadélfia, 14 de outubro de 2012) foi um político norte-americano membro do Partido Democrata, sendo senador da Pensilvânia.

## Biografia
Specter nasceu em Wichita no Kansas, filho de Lillie Shanin e Harry Specter.

## Carreira política
- Entre 1966 a 1974 foi procurador da Filadélfia.
- De 1981 a 2011 foi senador da Pensilvânia, sido o 10º senador mais velho dos Estados Unidos.

### Mudança partidária
Em 28 de abril de 2009, Specter anunciou que, após 44 anos de filiação republicana, ele iria mudar de partido, Specter anunciou que a mudança seria para não concorrer contra Pat Toomey na eleição de 2010, mesmo com a mudança, Specter não chegou a vencer a primária democrata, e seu mandato terminou em 3 de janeiro de 2011.

### A doença de Hodgkin
Em 16 de fevereiro de 2005, Specter anunciou que tinha sido diagnosticado com o Linfoma de Hodgkin, mesmo assim continuou trabalhando no senado, terminando o tratamento em 22 de julho.
Em 15 de abril de 2008, Specter anunciou que o câncer havia voltado, as quimioterapias acabaram em 14 de julho de 2008.
Viria a morrer em 14 de outubro de 2012 em consequência de complicações da doença que o afetava.